# Station Nowe Miasto Lubawskie Południe
Station Nowe Miasto Lubawskie Południe was een spoorwegstation in de Poolse plaats Nowe Miasto Lubawskie.